# Yusuf Kabadayı
Yusuf Karhan Kabadayı (Monaco di Baviera, 2 febbraio 2004) è un calciatore tedesco di origine turca, attaccante dell'Augusta e della nazionale Under-20 tedesca.

## Biografia
Nato a Monaco di Baviera, Kabadayı ha origini turche.

## Carriera

### Club
Dopo aver disputato due stagioni con il Bayern Monaco II, il 3 agosto 2023 Kabadayı ha firmato un contratto professionale di due anni con il Bayern Monaco. Lo stesso giorno è stato ceduto in prestito allo Schalke 04, appena retrocesso in 2. Bundesliga, per la stagione 2023-24, con un'opzione per rendere il trasferimento definitivo al termine della stagione.

### Nazionale
Kabadayı ha rappresentato la Turchia a livello Under-15 e Under-16. All'età di 17 anni, ha deciso di passare alla nazionale giovanile tedesca, dove ha giocato a livello Under-18 e Under-19. Attualmente gioca nella nazionale tedesca Under-20.

## Statistiche
Statistiche aggiornate al 19 maggio 2024.

### Presenze e reti nei club
| Stagione                | Squadra                 | Campionato              | Campionato | Campionato | Coppe nazionali | Coppe nazionali | Coppe nazionali | Coppe continentali | Coppe continentali | Coppe continentali | Altre coppe | Altre coppe | Altre coppe | Totale | Totale | Totale |
| Stagione                | Squadra                 | Comp                    | Pres       | Reti       | Comp            | Pres            | Reti            | Comp               | Pres               | Reti               | Comp        | Pres        | Reti        | Pres   | Reti   |        |
| ----------------------- | ----------------------- | ----------------------- | ---------- | ---------- | --------------- | --------------- | --------------- | ------------------ | ------------------ | ------------------ | ----------- | ----------- | ----------- | ------ | ------ | ------ |
| 2021-2022               | Bayern Monaco II        | RB                      | 18         | 4          | -               | -               | -               | -                  | -                  | -                  | -           | -           | -           | 18     | 4      |        |
| 2022-2023               | Bayern Monaco II        | RB                      | 21         | 9          | -               | -               | -               | -                  | -                  | -                  | -           | -           | -           | 21     | 9      |        |
| Totale Bayern Monaco II | Totale Bayern Monaco II | Totale Bayern Monaco II | 39         | 13         |                 | -               | -               |                    | -                  | -                  |             | -           | -           | 39     | 13     |        |
| 2023-2024               | Schalke 04              | 2B                      | 23         | 4          | DFB             | 1               | 0               | -                  | -                  | -                  | -           | -           | -           | 24     | 4      |        |
| Totale carriera         | Totale carriera         | Totale carriera         | 62         | 17         |                 | 1               | 0               |                    | -                  | -                  |             | -           | -           | 63     | 17     |        |